# Рефлекс Бехтерева — Менделя
Рефлекс Бехтерева — Менделя (патологический стопный сгибательный рефлекс) — патологический рефлекс, проявляющийся в сгибании ΙΙ—IV пальцев стопы при ударе неврологическим молоточком по её тыльной поверхности. В норме постукивание по дорзальной поверхности стопы вызывает разгибание пальцев. Данный рефлекс является проявлением пирамидного пути и относится к так называемым пирамидным знакам.
Назван в честь академика Бехтерева и немецкого невролога Курта Менделя. Впервые описан Бехтеревым на конгрессе неврологов и психиатров в Санкт-Петербурге в 1901 году, публикации Менделя и Бехтерева датируются 1904 годом.

## Патофизиология
Является проявлением поражения системы центрального двигательного нейрона, которая включает двигательные нейроны прецентральной извилины коры головного мозга, а также их аксоны, составляющие кортикоспинальный путь (лат. tractus corticospinalis), идущие к двигательным нейронам передних рогов спинного мозга. Волокна кортикоспинального пути проводят тормозные импульсы, которые препятствуют возникновению онтогенетически более старых сегментарных спинальных рефлексов. При поражении системы центрального двигательного нейрона поступление тормозных импульсов к двигательным нейронам спинного мозга прекращается, что в частности проявляется возникновением патологического рефлекса Бехтерева — Менделя.